# Philippe Pinchemel
Philippe Pinchemel (Amiens, Somme, Francia, 10 de junio de 1923 - Sceaux, Hauts-de-Seine, Francia, 16 de marzo de 2008), fue un geógrafo francés, que aportó al campo de la geografía, varios enfoques de su definición y contextualización.

## Carrera
Estudiante de la Escuela Superior de Amiens (donde encontró su «"vocación"» como geógrafo), se convirtió en discípulo de André Cholley para poder avanzar hacia en el estudio de la geografía. De acuerdo con la tradición académica de la época, fue compatible con dos tesis: una en la geomorfología de llanuras dedicadas a la creta de la cuenca de París y Londres y la otra en la geografía humana, dedicada a la despoblación rural en Picardía.
Profesor y catedrático de la Universidad de Lille (1954 hasta 1965), se centró en la geografía urbana y la industrial, un tema que seguirá investigando a mediados de 1960. Dictó la enseñanza de la geografía urbana en el Urban Institute de la Universidad de París. Estudió con varios compañeros geógrafos y sociólogos del subdesarrollo del Norte. Pinchemel dio trecho en el campo de la investigación de la tierra, mediante el estudio de la aplicación de las universidades, o el tema de las urbanizaciones, donde promovió el diseño del geógrafo planificador, es decir, la postura del investigador que pone su conocimiento a la acción.
Nombrado profesor en la Sorbona en la década de 1960, se reunió con los geógrafos marxistas como Peter George. En ebullición ideológica e intelectual en la universidad, el interés en la epistemología y la historia de la disciplina crece con Philippe Pinchemel. En 1967, fundó con el medievalista Michel Mollat el Jordán Centro de Historia de la geografía y la geografía histórica. En consonancia con sus preocupaciones, fue nombrado en 1968 por Jean Dresch Presidente de la Comisión para la historia del pensamiento geográfico en la Unión Geográfica Internacional, responsable de la renovación de los problemas epistemológicos de la disciplina. Del mismo modo, sería Presidente de la Comisión de la epistemología y la historia de la geografía (1973-1988) del Comité Nacional de Geografía francés.

## Legado
Pinchemel dejó grandes investigaciones sobre el sujeto epistemológico y los intentos de definir la geografía (el análisis de su fundación), objetos (que ayuda a definir los conceptos básicos de la comunidad, región y territorio natural), los métodos y herramientas (incluyendo el estudio de los sistemas espaciales). Reclamar el legado de Paul Vidal de la Blache, a él le gusta citar el famoso dicho de que la geografía es la ciencia de los lugares y no de los hombres. Frente a la evolución de la geografía contemporánea de las ciencias sociales, que tiene que ver con el enfoque de la geografía lo que él llama la interfaz terrestre. En esta parte de la interfaz de dos procesos: humanizar (o transformación del medio natural) y espacial (o la organización espacial de los postes, redes, los límites administrativos o políticos).
Philippe dio a conocer las grandes obras de la "nueva geografía" inglesa, traducido y editado en la década de 1970, "El Análisis Espacial en Geografía Humana", por Peter Haggett y "La geografía de los mercados y el comercio detalle "de Brian Berry. Desde la década de 1990, Philippe Pinchemel publicó la colección de la Junta de Obras históricas y científicas de obras de los geógrafos (a menudo olvidado o ignorado por la comunidad científica) para ayudar a aclarar la base de la geografía (epistemológico e histórico) y demostrar que seguiría para definir su "esencia". Así se publicó en Francia la Historia del Pensamiento Geográfico en el Inglés geógrafo Clarence J. Glacken o publicado el Hombre y la tierra de Eric Dardel 9, el trabajo no sólo ha influenciado a muchos geógrafos contemporáneos, sino también a obras de los años de la guerra poco conocido como "Blanco y Negro" por Jacques Weulersse y " los pueblos y naciones de los Balcanes "por Jacques Ancel.

### Algunas publicaciones
- Visages de la Picardie, (bajo su dirección) Horizons de France, 176 p. 1949.

- Les Plaines de craie de nord ouest du basin parisien et du sud-est du bassin de Londres et leurs bordures : étude de géomorphologie (de su tesis de doctorado: Études morphologiques sur le Nord-Ouest du bassin parisien et le Sud-Est du bassin de Londres, 1952), Armand Colin, 502 p. 1954.

- Structures sociales et dépopulation rurale dans les campagnes picardes de 1836 à 1936 (de su tesis de doctorado: Essai méthodologique d'étude des structures sociales et de la dépopulation rurale dans les campagnes picardes de 1836-1936, 1952), 236 p. Armand Colin, 1957.

- Géographie de la France, tomo 1 : Les Conditions naturelles et humaines, Armand Colin, 1964 (muchas reediciones y actualizaciones).

- Géographie de la France, tomo 2 : Les Milieux, campagnes, industrie et villes, Armand Colin, 1964 (muchas reediciones y actualizaciones).

- Visages de Picardie (bajo su dirección) Horizons de France, 197 p. 1967

- Campus et urbanisme universitaire : étude comparative de quelques implantations universitaires en France et à l'étranger, (bajo su dirección) SEGESA, 296 p. 1969.

- La Région parisienne, PUF, 128 p. 1979.

- La France, tomo 1 : Milieux naturels, population, politique, (sous sa direction), Armand Colin, 327 p., 1980 (muchas reediciones y actualizaciones).

- La France, tomo 2 : Activités, milieux ruraux et urbains (sous sa direction), Armand Colin, 415 p. 1980 (muchas reediciones y actualizaciones).

- Deux siècles de géographie. Choix de textes, (dirigido con Marie-Claire Robic y Jean-Louis Tissier) Ed. CHTS, 1984.

comentario biblioconsultar la tabla de materias en el sitio Comité de trabajos históricos y científico pdf
- Lire les paysages, N.º 6088, La documentation française, 1987.

- La Face de la Terre. Éléments de géographie (con Geneviève Pinchemel) Armand Colin, 519 p. 1988 (muchas reediciones).

- La Terre écrite (con Pierre Clergeot) Ed. Publi-Topex, 69 p. 2001.

- Géographes, une intelligence de la terre (con Geneviève Pinchemel) Ed. Arguments, 295 p. 2005 ISBN 2-909109-33-X

comentario biblioColección de treinta artículos de los autores publicados en revistas entre 1944 y 2004 que ilustra su carrera (en la quinta parte : « Le terrain et la quête des formes », « Les méthodes », « L’histoire de la discipline », « La définition de la géographie » « Les engagements »).

## Honores
Fue galardonado el 3 de octubre de 2004, con el Prix International de Géographie Vautrin Lud, considerado el "Premio Nobel" de la geografía, que corona su investigación y sus contribuciones a la disciplina.